# HMS Albemarle (1901)
Pour les autres navires du même nom, voir HMS Albemarle.
Le HMS Albemarle est un cuirassé pré-dreadnought de classe Duncan lancé en 1901 pour la Royal Navy. Il intègre la Grand Fleet et fait partie de la Northern Patrol au début de la Première Guerre mondiale. Endommagé par une tempête en 1915, il sert ensuite de brise-glace dans la région d'Arkhangelsk avant d'être mis en réserve en 1917 et revendu pour démolition en 1919.